# Alexandru Ioan Cuza, Iași
Alexandru Ioan Cuza là một xã thuộc hạt Iași, România. Dân số thời điểm năm 2002 là 2948 người.